# 南原昇氏
南原昇氏（ナムォンスンし、朝鮮語: 남원승씨）は、朝鮮の氏族の一つ。本貫は全羅北道南原市である。2015年の調査では、465人である。
始祖は、元末に成立した夏の第二代皇帝の明昇である。明昇は高麗に亡命した後、高麗の摠郎、尹熙宗の娘と結婚し開京に定住した。その末っ子の明信は姓氏を明氏から昇氏に改姓した。

## 集姓村
- 全羅南道羅州市
- 全羅南道和順郡
- 慶尚南道昌原市
- 慶尚南道金海市[2]